# Astragalus paroensis
Astragalus paroensis — вид квіткових рослин з родини бобових (Fabaceae). Ареал охоплює такі країни: Бутан.

## Середовище
Цей вид відомий лише з району Паро у західному Бутані на висоті 3950 м над рівнем моря. Він відомий лише з двох колекцій. Одна з колекцій була зроблена вздовж стежки на кам'янистому схилі серед альпійських чагарників. Ймовірно, на цей вид впливає витоптування туристами, а також людьми, які збирають офіокордицепс. Кочовий випас худоби також може впливати на цей вид.